# Distillato

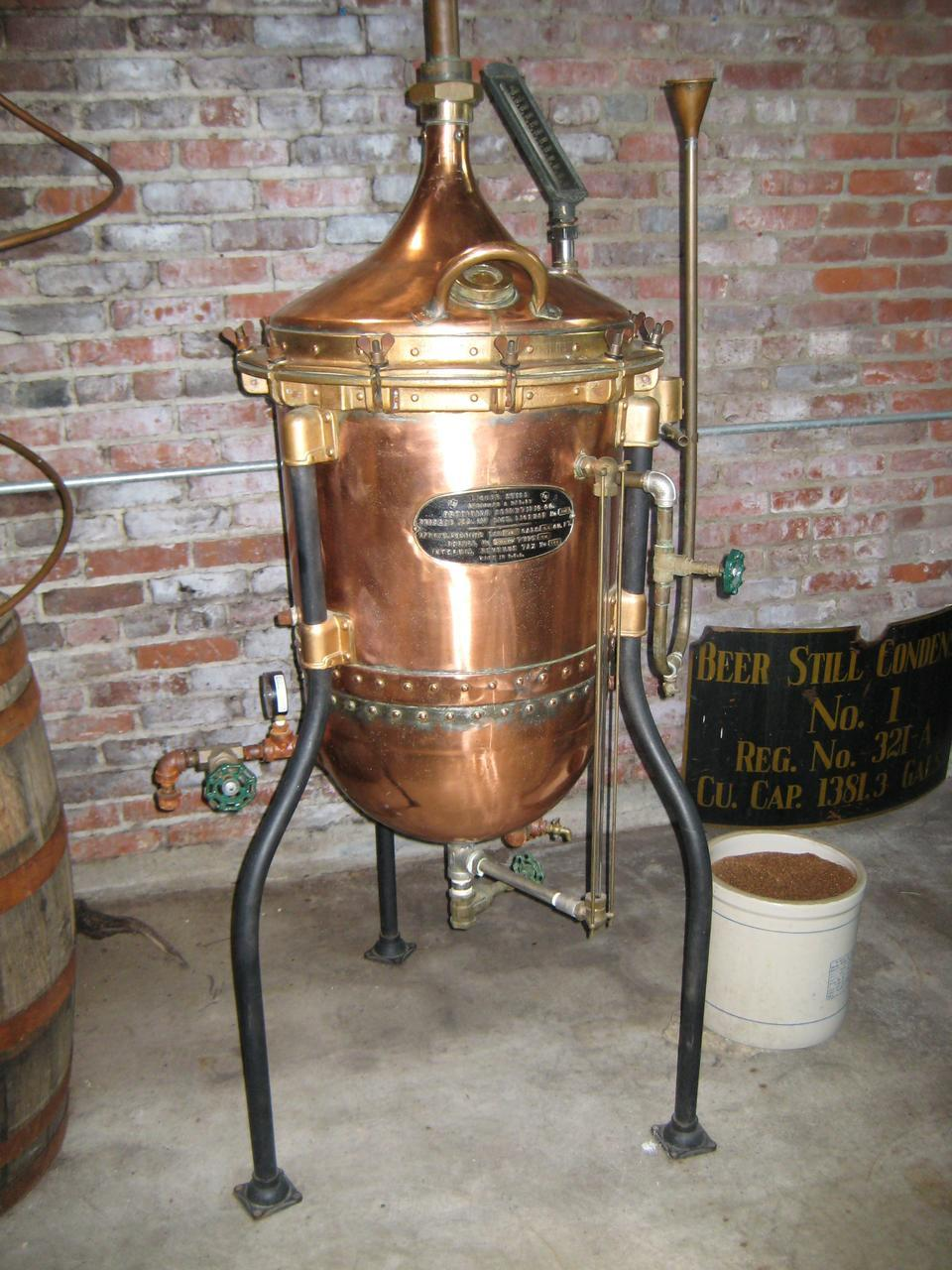
Un antico alambicco per whiskey

Un distillato, o acquavite, è una bevanda spiritosa derivata dalla distillazione di un liquido zuccherino fermentato, generalmente di origine vegetale: cereali, radici e tuberi amidacei, frutti, o vino.

## Generalità

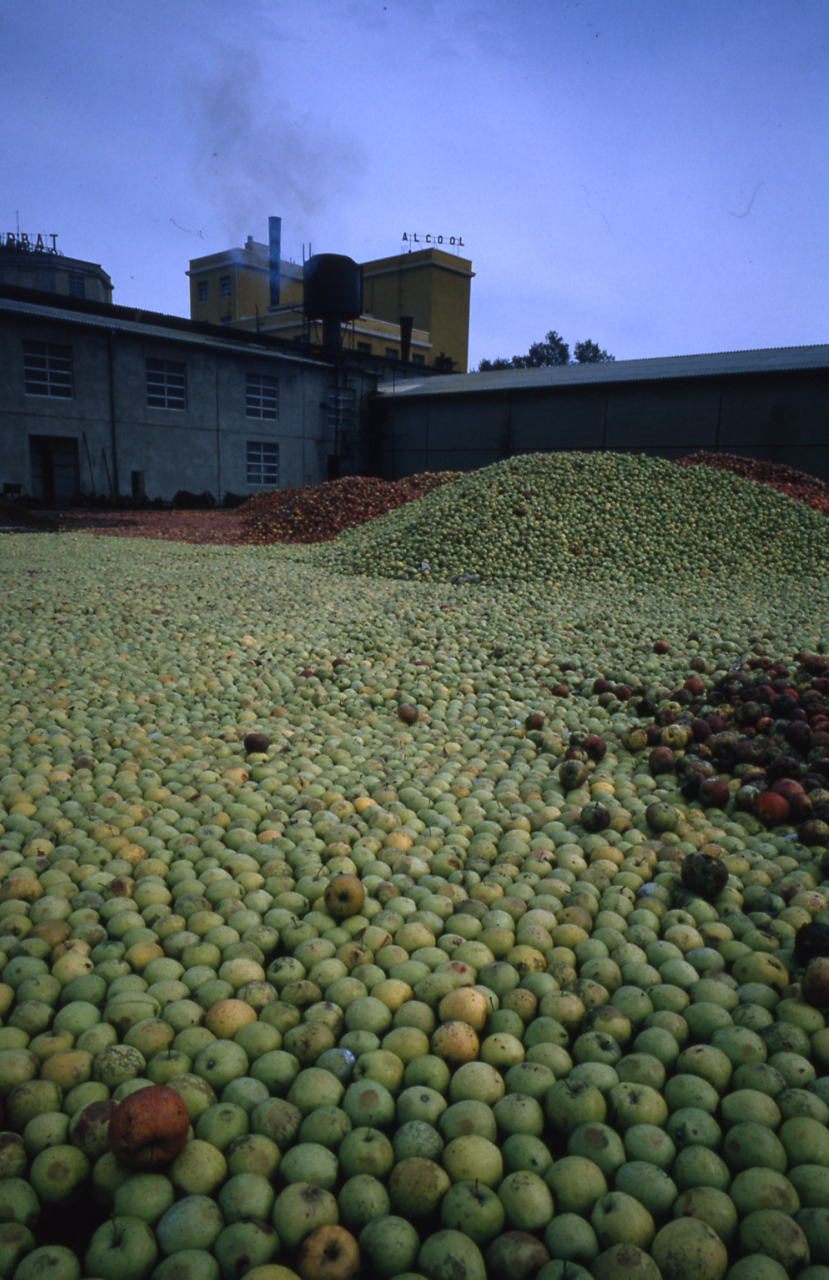
Una distilleria industriale che usa le mele come materia prima. Foto di Paolo Monti, Forlimpopoli, 1966

Dal punto di vista tecnico i distillati fanno parte delle cosiddette bevande spiritose ovvero bevande alcoliche con caratteristiche organolettiche particolari e un titolo alcolometrico minimo di 15% vol. Le bevande spiritose sono prodotte sia direttamente mediante distillazione, macerazione o aggiunta di aromi, sia mediante miscelazione di una bevanda spiritosa con un'altra bevanda, con alcol etilico di origine agricola o con taluni distillati.
Di fatto nella categoria bevande spiritose oltre alle acquaviti vi sono compresi i liquori, che sono miscele di alcool o altri distillati con acqua, zucchero e sostanze aromatiche diverse, nonché gli amari.
Teoricamente un distillato si può ricavare da qualunque materia zuccherina fermentabile. Tuttavia le materie prime più usate per la produzione di distillati sono:
- il vino (da cui si ottengono il cognac, l'armagnac, il pisco ed il brandy)
- le vinacce  (cioè le bucce e i vinaccioli dell'uva[2], da cui si ricava la grappa o l'orujo)
- il mosto d'uva (da cui si ottiene l'acquavite d'uva)
- il sidro (da cui si ottiene il calvados)
- la canna da zucchero (da cui si ottengono il rum e la cachaça)
- i cereali (da cui si ottengono il whisky, il baijiu, il gin, in parte la vodka, e molti altri spiriti "bianchi"),[3]
- le radici ed i tuberi amidacei o zuccherini (da cui si ricavano la vodka, e molti altri spiriti "bianchi")
- numerosi frutti da cui si distillano le acquaviti corrispondenti (ad esempio schnapps, kirsch, slivovitz, ecc.)

Esistono innumerevoli altri distillati prodotti con i più diversi fermentati, anche di origine animale, spesso di uso estremamente locale.

## Origini
La tecnica distillatoria era già nota ai babilonesi ed agli antichi egizi che distillavano il vino ed il sidro. Essa fu conosciuta dai greci, che la usavano per ricavare acqua dolce dal mare, ma non per gli alcolici; la distillazione era patrimonio dei sacerdoti e di pochi adepti in Egitto durante l'epoca ellenistica romana, e venne trasmessa agli arabi. La diffusione dei distillati in occidente iniziò intorno al X secolo grazie alla Scuola medica salernitana che riprese le tecniche insegnate dai medici arabi andalusi, estraendo l'acquavite dal vino, dapprima solo per uso medicinale.

## Schema produttivo
Il processo produttivo può essere sintetizzato con i seguenti passaggi:
- preparazione del mosto;
- fermentazione;
- distillazione;
- stabilizzazione;
- invecchiamento (eventuale);
- riduzione di grado o diluizione (con acqua demineralizzata);
- refrigerazione (abbassamento di temperatura per eliminare impurità) (tecnica facoltativa);
- riposo;
- imbottigliamento;
- controlli fiscali.

### Preparazione del mosto
La prima fase consiste nella preparazione del mosto da sottoporre a successiva fermentazione da parte dei lieviti. Se la materia prima è composta da zuccheri semplici come il glucosio o il fruttosio  sarà sufficiente schiacciarla o macinarla, in modo da ottenere un mosto estremamente zuccherino e già fermentabile. Se partiamo invece da materie prime ricche di amido, come i cereali o le patate, dobbiamo effettuare un processo per rendere questo zucchero complesso fermentabile.
L'amido è composto da lunghe catene di glucosio, anche ramificate, deve quindi subire l'azione di enzimi specifici che possono essere già presenti nell'alimento (endogeni) oppure aggiunti (esogeni).
Successivamente a questo processo, analogo a quello di maltaggio per la produzione della birra, si procede alla fermentazione mediante l'aggiunta di lieviti selezionati.

### Fermentazione
Aggiungendo dei lieviti Saccharomyces cerevisiae (saccaromiceti) in tre o quattro giorni si ottiene circa il 12% di alcol etilico ed altre sostanze.

### Distillazione
La distillazione è un procedimento fisico che consente la separazione dei componenti volatili di un fermentato in base al loro diverso punto di ebollizione. In questo modo si può concentrare l'alcol etilico presente nel fermentato e si selezionano le sostanze desiderabili del distillato scartando quelle sgradevoli o inutili.
La distillazione può essere continua (alambicco a colonna) o discontinua (alambicco a caldaia).
Nella distillazione discontinua il carico, detto cotta, viene scaricato una volta che si è esaurito; successivamente si ricarica la caldaia con nuovo fermentato. Questo tipo di distillazione viene eseguita in alambicchi di rame con il collo detto a cigno ed utilizzata per la produzione di whisky di malto, cognac, brandy, grappe, calvados, ed in genere per i distillati di maggior pregio.
Nella distillazione continua la colonna di distillazione viene alimentata ininterrottamente dal fermentato, ed il distillato viene continuamente estratto. Essa viene impiegata per la produzione di vodka, grappa, brandy, gin, rum, tequila, whisky di cereali, e per la produzione industriale di alcol buon gusto.
Nella distillazione si separano dapprima le frazioni più volatili (acetaldeide ed altri acetati) che costituiscono la cosiddetta "testa", poi la frazione nobile (il "cuore") costituita dall'alcol etilico, ed infine si eliminano i composti più pesanti che vaporizzano a temperature più elevate dei precedenti, cioè la "coda", che contiene composti artefici di valori organolettici scarsi se non sgradevoli.

### Alambicco

Distillazione con alambicco (schema)

Lo strumento per ottenere un distillato è il distillatore o alambicco.
Gli alambicchi per la produzione di distillati possono essere:
- discontinui;
- continui.

#### Alambicco discontinuo
Si compone di:
1. caldaia in rame;

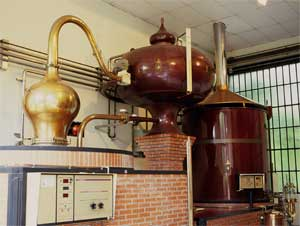
Alambicco discontinuo, con la presenza, da sinistra a destra di: caldaia e capitello, riscaldatore, e serpentina (immersa nel cilindro)

2. coperchio che convoglia i vapori idroalcolici nel collettore;
3. collo di cigno che si diparte dal duomo e si congiunge alla caldaia con il refrigeratore;
4. refrigeratore;
5. provetta di saggio per controllare il grado alcolico del distillato.

Il riscaldamento del prodotto da distillare nella caldaia può avvenire:
- a fuoco diretto: con il fuoco che riscalda direttamente la base della caldaia (alambicco charentais)
- a bagnomaria; attraverso il riscaldamento dell'acqua contenuta in un'intercapedine che circonda la caldaia (alambicco Zadra)
- a vapore: con una corrente di vapore che passa attraverso il prodotto da distillare.

#### Alambicco continuo

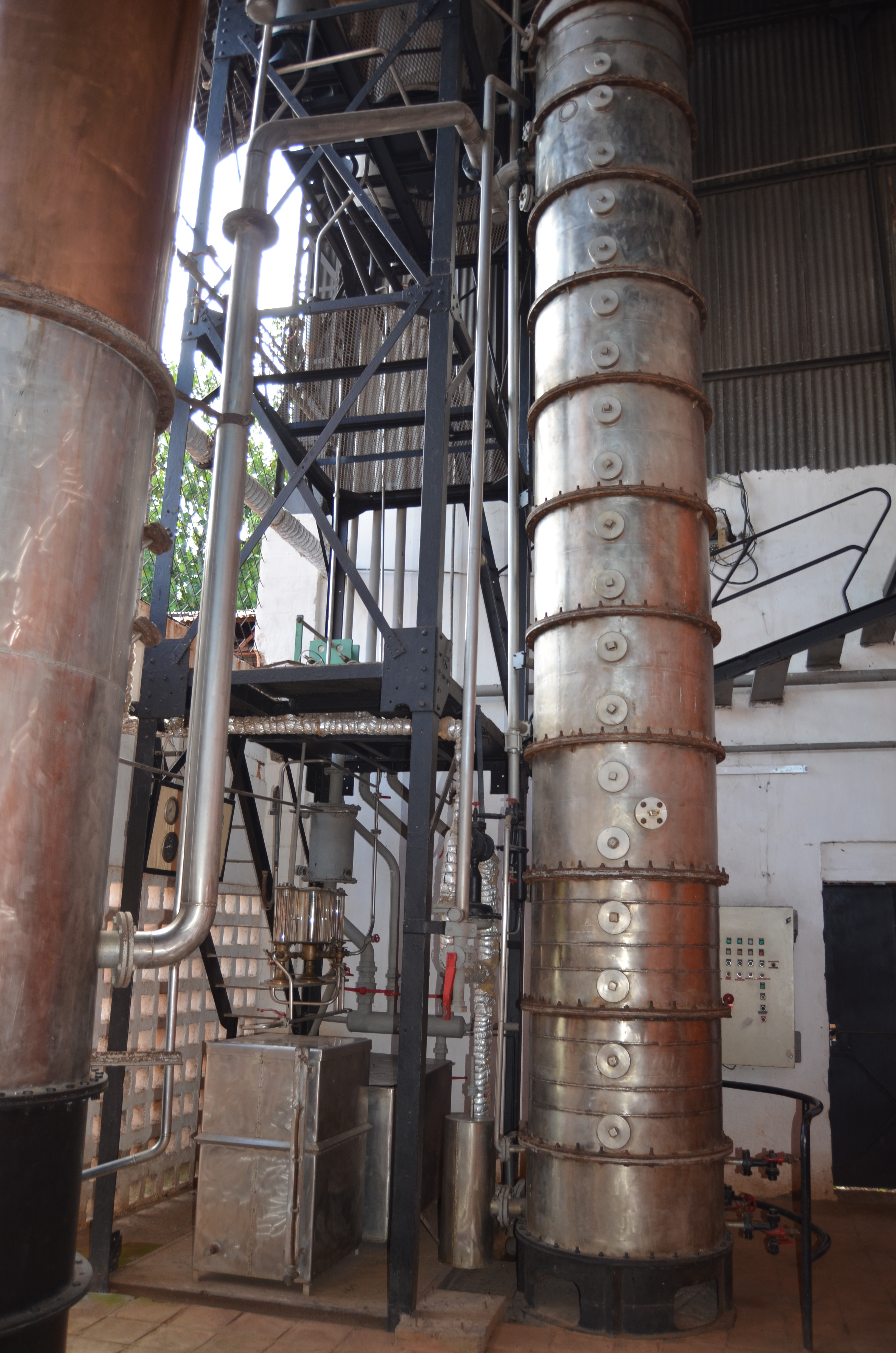
Alambicco a colonna e piatti: a sinistra la prima colonna, seminascosta

Si compone di due alte colonne di distillazione (analizzatore-rettificatore).
Il funzionamento dell'alambicco continuo può essere suddiviso in sei fasi:
- la miscela alcolica entra nella colonna analizzatrice dove viene riscaldata: si produce un primo distillato detto "flemma";
- la flemma passa nella colonna rettificatrice; il calore consente di separare l'alcol e altri elementi volatili;
- i residui acquosi del processo si depositano sul fondo;
- i vapori che salgono all'interno della colonna vengono raffreddati dai nuovi residui di distillazione;
- la frazione rimanente (cuore) si riconverte in liquido;
- gli ultimi residui sono eliminati in cima alla colonna, raccolti e sottoposti a una nuova distillazione.

### Stabilizzazione
Molti distillati hanno bisogno di un breve riposo in acciaio o direttamente in bottiglia per armonizzarsi ed avere dei sapori meno pungenti ed aggressivi, ancora presenti quando appena usciti dall'alambicco.
I distillati subiscono una riduzione del grado alcolico tramite la miscelazione con acqua distillata, ed una stabilizzazione attraverso la refrigerazione a circa -10 °C in modo da far precipitare le sostanze più pesanti, causa spesso di torbidità; infine vengono filtrati.
Talvolta vengono additivati di zucchero per un tocco di morbidezza, mentre l'aggiunta di caramello o zucchero bruciato ne influenza il colore, per far apparire invecchiati i distillati giovani.

### Invecchiamento

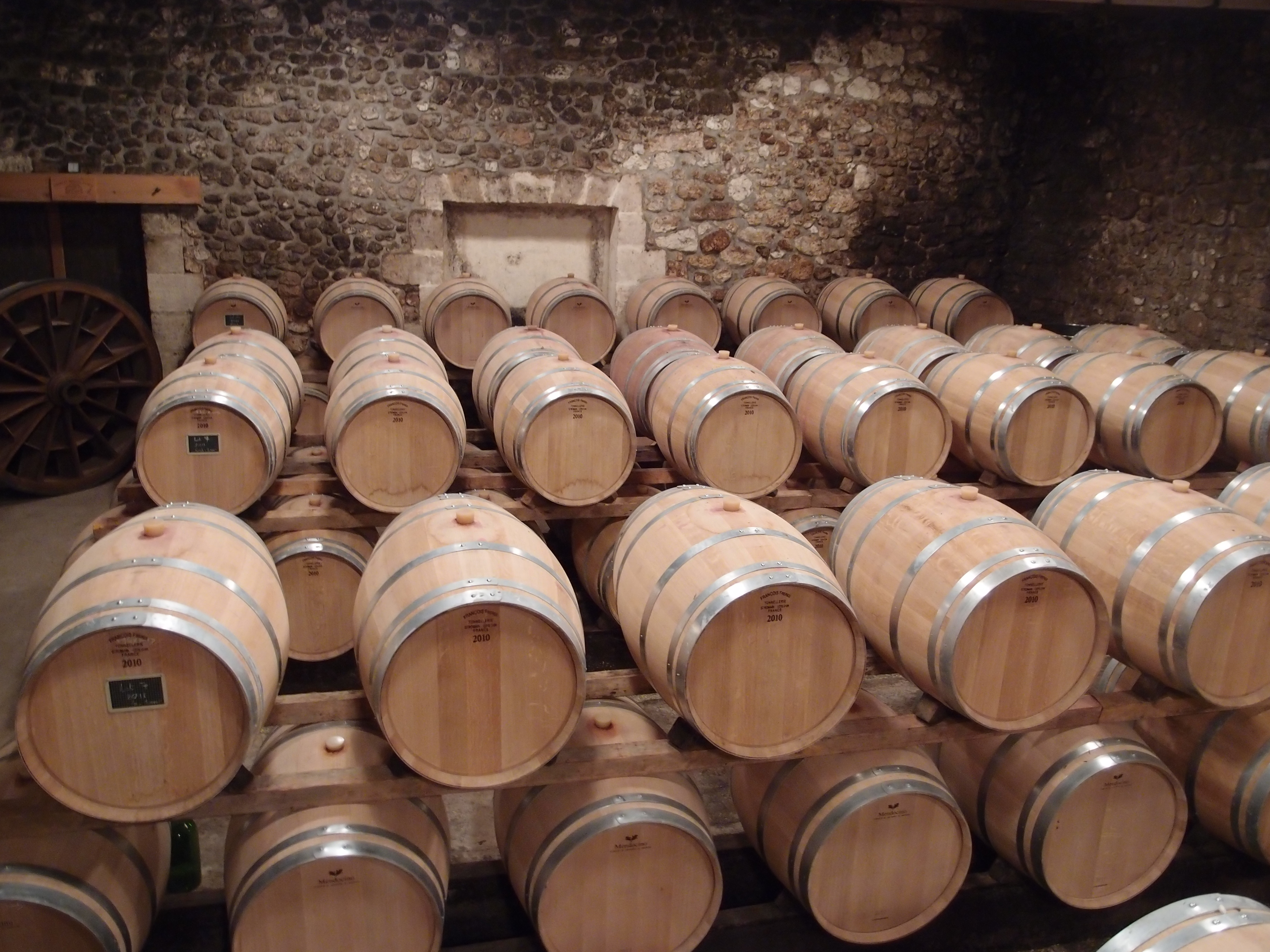
Cantina di invecchiamento

I distillati come il whisky, il cognac o l'armagnac devono essere invecchiati in botti di legno secondo il disciplinare di produzione, per le grappe invece l'uso è facoltativo. La cessione di sostanze da parte delle botti fa sì che i distillati si arricchiscano degli aromi del legno. Questi dipendono dalla qualità dei legni, dalla tostatura delle botti, oltre che dal grado di umidità dei locali e dalle condizioni ambientali in cui riposa il distillato. L'invecchiamento può raggiungere molti decenni.

### Aromatizzazione
L'aromatizzazione è l'aggiunta di varie piante officinali ai distillati. Questa può avvenire con diverse modalità:
- infusione nel distillato stesso;
- aromatizzazione dei vapori idroalcolici;
- macerazione direttamente nella bottiglia;
- preparazioni idroalcoliche macerate, decotte o infuse ed addizionate al distillato.

## Modalità di servizio
i distillati si servono a temperature diverse in funzione del loro tipo:
| Distillato | Temperatura                                                               |
| --- | ------------------------------------------------------------------------- |
| - Vodka, acquaviti di cereali - Acquaviti di frutta - Grappe bianche - Rum, blended whisky e whiskey giovani - Acquaviti di frutta invecchiate (calvados, ...), grappe invecchiate, malt whisky e whiskey invecchiati - Distillati di vino | - 0-4 °C - 6-8 °C - 10-12 °C - 14-16 °C - 16-18 °C - temperatura ambiente |

## Principali distillati nel mondo
Nella tabella sono riassunti alcuni distillati con le materie prime e i paesi di fabbricazione tradizionale:
| Denominazione                                | Materia prima                    | Paese di produzione originario |
| -------------------------------------------- | -------------------------------- | ------------------------------ |
| Akvavit                                      | cereali, patate                  | Scandinavia                    |
| Arak                                         | uva, aromi con anice             | Libano                         |
| Arrak                                        | datteri, cereali, melasse        | Sri Lanka, India, Malaysia     |
| Armagnac (AOC)                               | vino                             | Francia                        |
| Assenzio (absinthe)                          | alcol, arom. assenzio et al.     | Svizzera, Repubblica Ceca      |
| Boukha                                       | fichi                            | Tunisia                        |
| Brandy                                       | vino                             | tutto il mondo                 |
| Cachaça                                      | canna da zucchero                | Brasile                        |
| Calvados (AOC)                               | mele e pere                      | Francia                        |
| Cognac (AOC)                                 | vino                             | Francia                        |
| Gin e Jenever                                | cereali, arom. con ginepro       | Inghilterra, Paesi Bassi       |
| Grappa, Tsikoudia                            | vinacce                          | Italia, Creta                  |
| Kirsch (Kirschwasser)                        | ciliegie                         | Europa centrale                |
| Krütter (Krauterschnaps)                     | Vinacce                          | Francia, Germania              |
| Korenwijn                                    | cereali (orzo, segale e mais)    | Paesi Bassi                    |
| Kruškovac                                    | pere                             | Balcani                        |
| Maraschino                                   | marasca                          | Italia, Croazia                |
| Marc (de raisin)                             | vinacce                          | Francia                        |
| Mescal                                       | agave                            | Messico                        |
| Ouzo                                         | uva, arom. con anice             | Grecia                         |
| Pálinka                                      | frutta                           | Ungheria, Slovacchia           |
| Pisco                                        | frutta (vari tipi)               | Perù, Cile                     |
| Rakı                                         | cereali, frutta, aromi con anice | Turchia                        |
| Rakija                                       | frutta                           | Balcani                        |
| Rum                                          | melassa di/o canna da zucchero   | America centrale, Caraibi      |
| Sambuca                                      | Anice stellato, Sambuco          | Italia                         |
| Shōchū                                       | orzo, patate, o riso             | Giappone                       |
| Slivovitz                                    | prugne                           | Balcani, Polonia               |
| Soju                                         | cereali, tapioca, patate         | Corea                          |
| Tequila                                      | agave blu                        | Messico                        |
| Țuică                                        | prugne                           | Romania                        |
| Vodka                                        | cereali (frumento) e patate      | Polonia, Russia, Svezia        |
| Whiskey (Bourbon, Irlandese, Tennessee, Rye) | cereali (frumento)               | Irlanda, Stati Uniti           |
| Whisky (Canadian, Scotch)                    | cereali (orzo)                   | Canada, Scozia                 |
| Zivania                                      | vinacce                          | Cipro                          |